# Portada/efemèride novembre 7
Llum Quiñonero
« 6 de novembre · 7 de novembre · 8 de novembre »